# Arbeitskreis für Agrargeschichte
Der Arbeitskreis für Agrargeschichte war ein Zusammenschluss von Wissenschaftlern, die auf dem Gebiet der Agrargeschichte arbeiteten. Er bestand von 1994 bis 2012 und hatte 2011 rund 150 Mitglieder. Ziel des Arbeitskreises war es, die deutsche agrarhistorische Forschung im disziplinenübergreifenden und internationalen Kontext zu fördern. Dabei traten neben die Sozial- und Wirtschaftsgeschichte kultur-, politik- und umweltgeschichtliche Zugänge. Zudem hat sich die Zusammenarbeit mit Archäologie, Geographie, Soziologie und Volkskunde verstärkt.
Der Arbeitskreis wurde 1994 gegründet. Letzter Vorsitzender war Stefan Brakensiek, der an der Universität Duisburg-Essen tätig ist. Er veranstaltete  jährliche Sommertagungen. Größere Kolloquien befassten sich mit Formen der Kommunikation in der ländlichen Gesellschaft (1997), dem Wandel von Dorf-Stadt-Beziehungen (1999), der Umweltgeschichte der Landwirtschaft (2004) und Bauern als Händlern (2006).
Unter der Redaktion von Johannes Bracht erschien zweimal jährlich der AKA-Newsletter, der über die fachspezifischen Debatten informierte. Bracht richtete 2002 zudem die Homepage als breites Wissenschaftsforum ein, die auch über Forschungen und Publikationen der Mitglieder berichtete.
Von 2008 bis 2012 verlieh der Arbeitskreis alle zwei Jahre den Förderpreis Agrargeschichte für die beste agrargeschichtliche Abschlussarbeit (Bachelor, Master, Magister usw.) in Höhe von 1000 Euro. 
Kooperationen bestanden mit der französischen Assocation d’Histoire des Sociétés Rurales, dem österreichischen Institut für Geschichte des ländlichen Raumes sowie der schweizerischen Gesellschaft für ländliche Geschichte. Zudem bestand eine Zusammenarbeit mit der deutschen Gesellschaft für Agrargeschichte (GfA) sowie ein enger Zusammenhang zwischen dem Arbeitskreis, der GfA und der Zeitschrift für Agrargeschichte und Agrarsoziologie.
Zum 31. Dezember 2012 löste sich der Arbeitskreis auf. Am fachlichen Austausch Interessierten wurde eine Mitgliedschaft in der Gesellschaft für Agrargeschichte empfohlen, die einige Aktivitäten des Arbeitskreises fortführt.